# Новомаркский диалект
Новомаркский диалект (нем. Neumärkisch) — диалект немецкого языка, принадлежит (наряду с южномаркским) к берлинско-бранденбургским / лужицко-новомаркским средненемецким диалектам. Севернее линии Бенрата распространён северомаркский диалект маркско-бранденбургской группы, которому новомаркский чётко противопоставляется по ряду признаков (вследствие верхненемецкого влияния).